# 4262 (1989 CO)
4262 (1989 CO) је астероид главног астероидног појаса чија средња удаљеност од Сунца износи 2,302 астрономских јединица (АЈ).
Апсолутна магнитуда астероида је 13,2.